# Русаки (Московская область)
Русаки́ — деревня в муниципальном округе Егорьевск Московской области России.

## География
Деревня Русаки расположена в северо-западной части муниципального округа Егорьевск, примерно в 13 километрах к юго-востоку от города Егорьевск. По северной окраине деревни протекает река Устынь. Высота над уровнем моря 136 метров.

## Название
В письменных источниках деревня упоминается как Ереминская (1577 год), Русаки (Еремино) (1862 год). Позже название Русаки стало единственным.
Название Ереминская связано с календарным личным именем Еремей (разг. форма Ерёма). Современное наименование происходит от некалендарного личного имени Русак.

## История
До отмены крепостного права деревня принадлежала помещикам Мац, Оболенской и Житову. После 1861 года деревня вошла в состав Троицкой волости Егорьевского уезда. Приход находился в селе Ивановском.
В 1926 году деревня входила в Михалевский сельсовет Колычёвской волости Егорьевского уезда.
До 1994 года Русаки входили в состав Колычевского сельсовета Егорьевского района, а в 1994—2006 годы — Колычевского сельского округа.
До 2015 года входила в состав городского поселения Егорьевск.

## Демография
В 1885 году в деревне проживало 80 человек, в 1905 году — 125 человек (57 мужчин, 68 женщин), в 1926 году — 152 человека (67 мужчин, 85 женщин). По переписи 2002 года — 11 человек (4 мужчины, 7 женщин). Население — 16 чел. (2010).
| 1859 | 1868 | 1885 | 1905 | 1926 | 2002 | 2006 |
| ---- | ---- | ---- | ---- | ---- | ---- | ---- |
| 86   | ↘84  | ↘80  | ↗125 | ↗152 | ↘11  | ↗18  |
| 2010 |      |      |      |      |      |      |
| ↘16  |      |      |      |      |      |      |